# Dennis Olsen
Dennis Olsen (14 april 1996) is een Noors autocoureur.

## Carrière
Olsen werd voor 2016 door Porsche gekozen als Porsche Junior Driver en reed een volledig seizoen in de Duitse Porsche Carrera Cup. Hierin behaalde hij een derde plaats in de eindstand en de titel voor Beste Rookie.
Ook in 2017 bleef Olsen als Porsche Junior Driver actief in de Duitse Porsche Carrera Cup en wist hierin de titel te behalen. Daarnaast reed de Noor ook een volledig seizoen in de Porsche Supercup en behaalde hierin een tweede plaats in de eindstand.
In 2018 blijft Olsen wederom actief voor Porsche, nu als Young Professional.  